# Arsal (Stadt)
Arsal (arabisch عرسال, DMG ʿArsāl) ist eine Ortschaft im Bezirk Baalbek, Gouvernement Baalbek-Hermel, Libanon, etwa 124 Kilometer nordöstlich von Beirut und 3 km östlich von Labweh. Der Ort liegt auf einer Höhe von 1550 m.

## Flüchtlingssituation
Eine islamische Hilfsorganisation aus Beirut errichtete im Jahr 2013 Flüchtlingscamps in und um die Stadt Arsal.
Beim Aufstand in Arsal während des syrischen Bürgerkrieges wurde die Stadt 2014  Schauplatz heftiger Kämpfe zwischen islamistischen syrischen Rebellen und dem libanesischen Militär.
Während des Krieges flohen viele Syrer nach Arsal. Zeitweise lebten dort 90.000 Syrer neben 30.000 Libanesen. Im Sommer 2018 waren noch etwa 60.000 syrische Flüchtlinge in der Stadt.
Im Jahr 2019 beschloss die libanesische Zentralregierung die über die Kriegsjahre aus Hohlblocksteinen errichteten Hütten der Flüchtlinge, mit der Begründung von fehlenden Baugenehmigungen, abzureißen. Von dem Beschluss sind nach Angaben des UNHCR etwa 2300 Unterkünfte in 17 Camps rund um Arsal und damit bis zu 15.000 Menschen, wovon etwa die Hälfte von ihnen Kinder sind, betroffen.
Da durch Einsatz von Planierraupen beim Abriss keine Rücksicht auf die innere Einrichtung genommen und die Zerstörung von Matratzen, Küchengeräten, Möbel, Wassertanks in Kauf genommen wurde, hat sich die humanitäre Lage vor Ort dramatisch verschlechtert. Fortan seien laut Regierung nur noch Zelte für syrische Bewohner erlaubt.